# Idomeneus

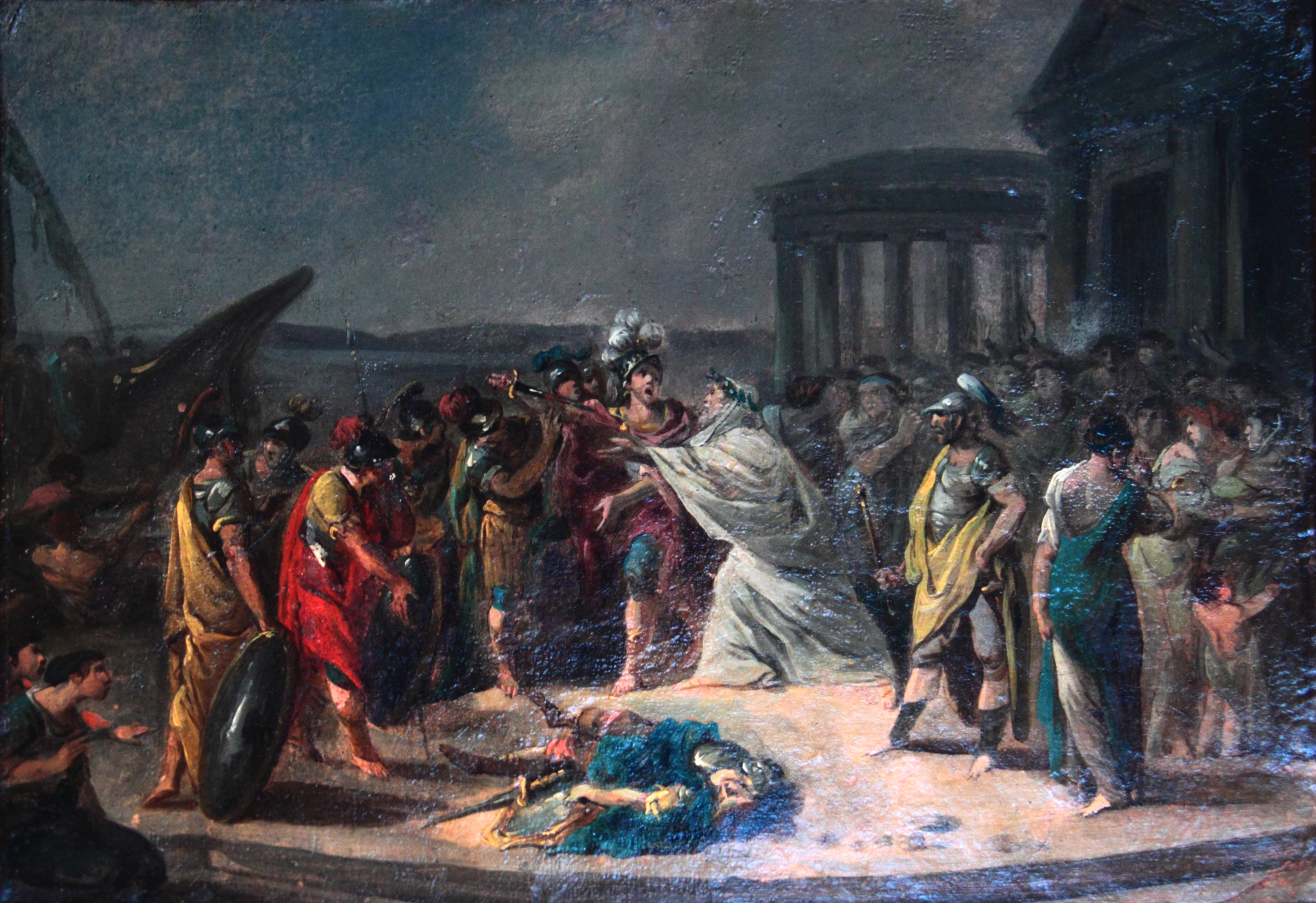
Idomeneus återvänder, målning i Palais Niel i Frankrike.

Idomeneus var den hjälte i grekisk mytologi som ledde de kreteniska styrkorna vid slaget om Troja.
När Idomeneus befann sig i nöd till havs svor han eden till Poseidon att han skulle döda den första personen som hälsade honom välkommen i land. Den personen blev hans egen son. Pesten bröt ut i landet när han försökte fullfölja sitt löfte och hans eget folk tvingade honom i landsflykt till Kalabrien i Italien.